# أرملة سوداء أوروبية
الأرملة السوداء الأوروبية أوأرملة البحر الأبيض المتوسط (الاسم العلمي: Latrodectus tredecimguttatus)، عنكبوت توطن في جميع أنحاء منطقة البحر الأبيض المتوسط.